# トルネオ・ディ・ヴィアレッジョ
トルネオ・ディ・ヴィアレッジョ（伊: Torneo di Viareggio、英: Viareggio Tournament：ヴィアレッジョ・トーナメント）は、イタリア・トスカーナ州ヴィアレッジョで行われるサッカーの国際ユース大会である。

## 概要
イタリアのヴィアレッジョを本拠地とする総合スポーツクラブC.G.C.ヴィアレッジョが主催するユースチームにのみ参加資格が与えられる大会。国際サッカー連盟(FIFA)、欧州サッカー連盟(UEFA)、イタリアサッカー連盟(FIGC)、イタリアオリンピック委員会(CONI)公認の大会で、UEFA創設よりも古い1949年から行われているという歴史ある大会である。

## 名称
2009年大会から正式名称をヴィアレッジョ・カップ・ワールド・フットボール・トーナメント・コッパ・カルネヴァーレ（伊: Viareggio Cup World Football Tournament Coppa Carnevale）としている。2008年大会まではトルネオ・モンディアーレ・ディ・カルチョ・ディ・ヴィアレッジョ（伊: Torneo Mondiale di Calcio di Viareggio,※「ヴィアレッジョ国際サッカートーナメント」の意）と言った。謝肉祭の期間に行われることから優勝杯の名称がコッパ・カルネヴァーレ（伊: Coppa Carnevale、英: Carnival Cup：カーニバルカップ）であり、そのまま通称として知られている。

## 歴代優勝クラブ
| - 1949 ミラン - 1950 サンプドリア - 1951 パルチザン・ベオグラード - 1952 ミラン - 1953 ミラン - 1954 ラネロッシ・ヴィチェンツァ - 1955 ラネロッシ・ヴィチェンツァ - 1956 スパルタ・プラハ - 1957 ミラン - 1958 サンプドリア - 1959 ミラン - 1960 ミラン - 1961 ユヴェントス - 1962 インテル - 1963 サンプドリア - 1964 デュクラ・プラハ - 1965 ジェノア - 1966 フィオレンティーナ - 1967 ボローニャ - 1968 デュクラ・プラハ - 1969 アタランタ - 1970 デュクラ・プラハ - 1971 インテル - 1972 デュクラ・プラハ - 1973 フィオレンティーナ - 1974 フィオレンティーナ - 1975 ナポリ - 1976 デュクラ・プラハ - 1977 サンプドリア - 1978 フィオレンティーナ - 1979 フィオレンティーナ - 1980 デュクラ・プラハ - 1981 ローマ | - 1982 フィオレンティーナ - 1983 ローマ - 1984 トリノ - 1985 トリノ - 1986 インテル - 1987 トリノ - 1988 フィオレンティーナ - 1989 トリノ - 1990 チェゼーナ - 1991 ローマ - 1992 フィオレンティーナ - 1993 アタランタ - 1994 ユヴェントス - 1995 トリノ - 1996 ブレシア - 1997 バーリ - 1998 トリノ - 1999 ミラン - 2000 エンポリ - 2001 ミラン - 2002 インテル - 2003 ユヴェントス - 2004 ユヴェントス - 2005 ユヴェントス - 2006 フベントゥ・デ・ラス・ピエドゥラス - 2007 ジェノア - 2008 インテル - 2009 ユヴェントス - 2010 ユヴェントス - 2011 インテル - 2012 ユヴェントス - 2013 アンデルレヒト - 2014 ミラン |